# Ilarion (Šukalo)
Ilarion (světským jménem: Roman Vasylovyč Šukalo; * 3. května 1951, Lvov) je ukrajinský duchovní Ukrajinské pravoslavné církve a metropolita doněcký a mariupolský.

## Život
Narodil se 3. května 1951 ve Lvově.
Studoval na Lvovském zemědělském institutu a na Ukrajinské zemědělské akademii v Kyjevě. Byl hypodiákonem metropolity lvovského a ternopilského Mykolaje (Juryka).
Od února 1979 do srpna 1980 byl psalomščikem chrámu Zesnutí přesvaté Bohorodice v Doněcku.
V letech 1980–1984 studoval na Oděském duchovním semináři.
Dne 15. února 1981 byl metropolitou chersonským a oděským Sergijem (Petrovem) rukopoložen na diákona. Sloužil v chrámu svatých Petra a Pavla ve Vorošilovhradu.
Dne 24. října 1982 jej metropolita lvovský a ternopilský Mykolaj (Juryk) rukopoložil na jerej.
Roku 1985 začal sloužit jako představený chrámu svatého Mikuláše v Roveňkách a roku 1987 chrámu svatého Mikuláše ve Starobilsku. Současně působil jako blagočinný Starobilského okruhu.
V letech 1987–1991 studoval na Moskevské duchovní akademii.
Dne 5. září 1991 jej Svatý synod Ukrajinské pravoslavné církve zvolil biskupem ivano-frankivským a kolomyjským. Dne 21. září byl v Kyjevskopečerské lávře postřižen na monacha se jménem Ilarion na počest svatého Ilariona Pečerského. Dne 27. září byl povýšen na archimandritu a o dva dny později proběhla v chrámu svatého Vladimíra v Kyjevě jeho biskupská chirotonie. Hlavním světitelem byl metropolita kyjevský a celé Ukrajiny Filaret (Denysenko).
Dne 6. dubna 1992 byl ustanoven biskupem chersonským a tavrickým.
Dne 23. listopadu 1995 byl povýšen na arcibiskupa.
V září 1996 byl jmenován arcibiskupem doněckým a mariupolským se zachováním spravování chersonské eparchie.
Dne 11. června 1997 byl osvobozen od funkce správce chersonské eparchie a jmenován dočasným správcem horlivské eparchie.
Dne 23. listopadu 2000 byl povýšen na metropolitu.
Dne 29. září 2010 mu bylo uděleno právo nosit druhou panagii.
Dne 24. října 2024 byl rozhodnutím Svatého synodu penzionován a jako místo pobytu mu byla určena eparchie simferopolská a krymská.